# Spektrum (Physik)
Ein Spektrum ist in der Physik die Häufigkeitsverteilung einer bestimmten physikalischen Größe, beispielsweise Energie, Wellenlänge, Frequenz oder Masse, die in dem betrachteten System mit verschiedenen Werten vorkommt. Je nach betrachteter Größe kann als Häufigkeitsmaß zum Beispiel die Anzahl, die Rate, der Fluss oder die Intensität gewählt werden. Vereinfacht gesagt zeigt das Spektrum, „wie stark“ jeder Wert, den die betrachtete Größe haben kann, vertreten ist, zum Beispiel „wie stark“ Wellenlängen des roten, gelben, blauen… Spektralbereichs im betrachteten Licht vorkommen.
Wichtige Spektren sind

Emissionsspektrum (spezifische Ausstrahlung in Abhängigkeit von der Wellenlänge) eines Schwarzkörpers für Temperaturen von 100 K bis 10000 K in einem doppeltlogarithmischen Koordinatensystem. Hier liegt ein kontinuierliches Spektrum vor.

1. das elektromagnetische Spektrum, bei dem die Strahlungsintensität in Abhängigkeit von der Frequenz betrachtet wird,[2]
2. das Energiespektrum, bei dem die Anzahl von Teilchen in Abhängigkeit von ihrer Energie betrachtet wird (z. B. Elektronenspektrum),[3]
3. das akustische Spektrum, bei dem die Schallintensität in Abhängigkeit von der Frequenz des Schalls betrachtet wird (siehe Schallspektrum, Klangspektrum),[4]
4. das Massenspektrum, bei dem die Anzahl von Teilchen in Abhängigkeit von ihrer Masse betrachtet wird (siehe Massenspektroskopie).[5]

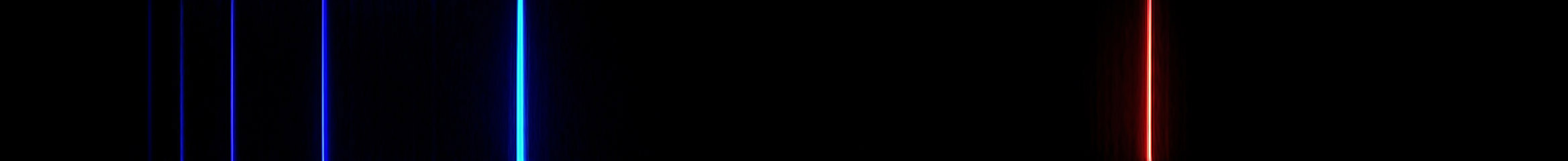
Sichtbarer Bereich des Emissionsspektrums von Wasserstoff-Atomen. Hier liegt ein Linienspektrum vor.

Ein Emissionsspektrum charakterisiert eine Quelle. Ein Absorptionsspektrum beschreibt, wie einfallende Strahlung beim Durchtritt durch ein Material verändert wird, und charakterisiert damit das Material.
Spektren können Resultat einer Messung sein, zum Beispiel mithilfe eines Spektrografen oder eines Spektrometers, oder mithilfe von Modellannahmen berechnet werden.
Man unterscheidet zwei Grundtypen von Spektren: In einem kontinuierlichen Spektrum kommt die betrachtete Größe in dem betrachteten Bereich auch mit sämtlichen Zwischenwerten vor, ihre Häufigkeitsverteilung ist dann eine positive  und im Allgemeinen stetige Funktion des Werts der Größe. In einem diskreten (oder auch diskontinuierlichen) Spektrum kommt die betrachtete Größe nur bei bestimmten, voneinander getrennten Werten mit einer von Null verschiedenen Häufigkeit vor. Diese Stellen heißen auch Spektrallinien. Es existieren auch Mischformen beider Typen.
Kontinuierliche Spektren elektromagnetischer Strahlung sind beispielsweise bei Wärmestrahlung und Synchrotronstrahlung zu beobachten. Einzelne Atome und Moleküle senden Licht mit einem diskreten Spektrum aus.